# 將軍澳幼童綁架案
將軍澳幼童綁架案，或稱將軍澳綁架案或將軍澳綁架男童案，是指2024年7月3日，一名3歲男童在香港新界將軍澳廣場被擄走一事。綁架犯使用Telegram勒索男童父母等值500萬港元的泰達幣（USDT），警方隨後救出男童並拘捕兩名女子。當日傍晚Whatsapp群組、社交平台及網上討論區，已流傳有男童被拐的消息，深夜部分帖文及訊息相繼被隱藏或刪除。